# Фуа-гра
Фуа-гра́ (фр. foie gras «жирная печень») — специальным образом приготовленная печень откормленного гуся или утки. Слово несклоняемое, среднего рода.
По состоянию на 2007 год, лидирующими регионами производства фуа-гра во Франции стали: Аквитания (9000 тонн), Юг — Пиренеи (3840 тонн), Земли Луары (3500 тонн), за которыми, со значительно меньшими объёмами, следуют регионы Пуату — Шаранта и Бретань (4 %). В небольших объёмах производится в России.

## История

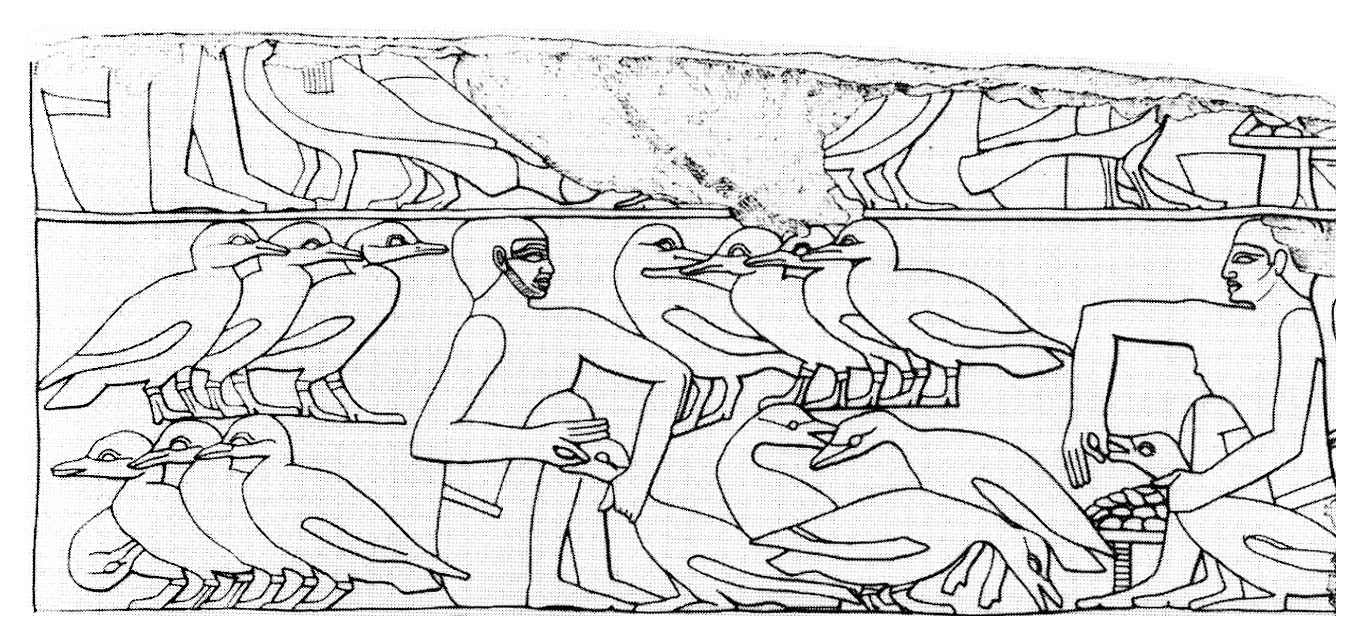
Египетская фреска с изображением принудительного откорма гусей

Практика принудительного кормления гусей восходит к эпохе Древнего Египта, о чём свидетельствуют настенные изображения, обнаруженные в древних некрополях Саккары (возраст ок. 4500 лет). Египтяне искусственно откармливали несколько видов водоплавающих птиц, в том числе гусей, измельчённым зерном, предварительно обжаренным и вымоченным.
Практика такого кормления продолжалась в Древней Греции, а также в эпоху Римской империи. Древнегреческий писатель Афиней и несколько греческих драматургов упоминали в своих творениях греческую методику откорма водоплавающих птиц растолчённой в воде пшеницей. Римский писатель Плиний Старший упоминает об искусственном вскармливании гусей, для чего римляне использовали просушенные и растолчённые плоды инжира, которые для смягчения размачивали в течение 20 дней. В IV веке в римских античных кулинарных книгах (De re coquinaria d’Apicius) появились первые рецепты. Полученная при откорме печень называлась на латыни Jecur ficatum, что буквально означало «фи́говая печень». Потомки сохранили в названии продукта слово ficatum или фига, которое к VIII веку трансформировалось в слово figido, а к XII веку в fedie, feie и, наконец, превратилось в «foie» (фуа) в романских языках.
В период с V по XVI век существует очень мало письменных или иконографических свидетельств о фуа-гра и способах его получения.
Традиция использования жирной печени продолжалась в центральной Европе и после падения Римской империи. Гусиный жир очень часто использовался при тепловой обработке продуктов, поскольку оливковое и кунжутное масла были большой редкостью в центральной и западной Европе.
Таким образом, происхождение фуа-гра имеет очень древние корни. Во Франции производство фуа-гра регламентируется национальным законом, поскольку жирная печень признана частью культурного и гастрономического наследия страны.
Когда в апреле 1935 года по инициативе американского посла в Москве проводился Весенний фестиваль в Спасо-хаусе, на который было приглашено большое число наиболее влиятельных представителей советского государственного управления, военного командования и театральной элиты, фуа-гра для участников был заказан в Страсбурге, откуда только накануне приёма доставлен в Москву. Организаторы с иронией отмечали, что в самом начале торжественного мероприятия деликатес был испорчен одним из запертых в клетку петухов, которые (наряду с другими представителями флоры и фауны) должны были развлекать гостей. Он выбил лапой дно клетки и приземлился как раз на блюдо с фуа-гра.
Во Франции массовое промышленное производство фуа-гра началось в 1980-х годах благодаря развитию сети дистрибуции и появлению множества гипермаркетов, обеспечивших высокий объём продаж. Промышленные предприятия поставили на поток производство фуа-гра, чем способствовали массовости потребления, но при этом существенно снизили качество этого деликатеса.

## Производство

### Технология откорма птицы

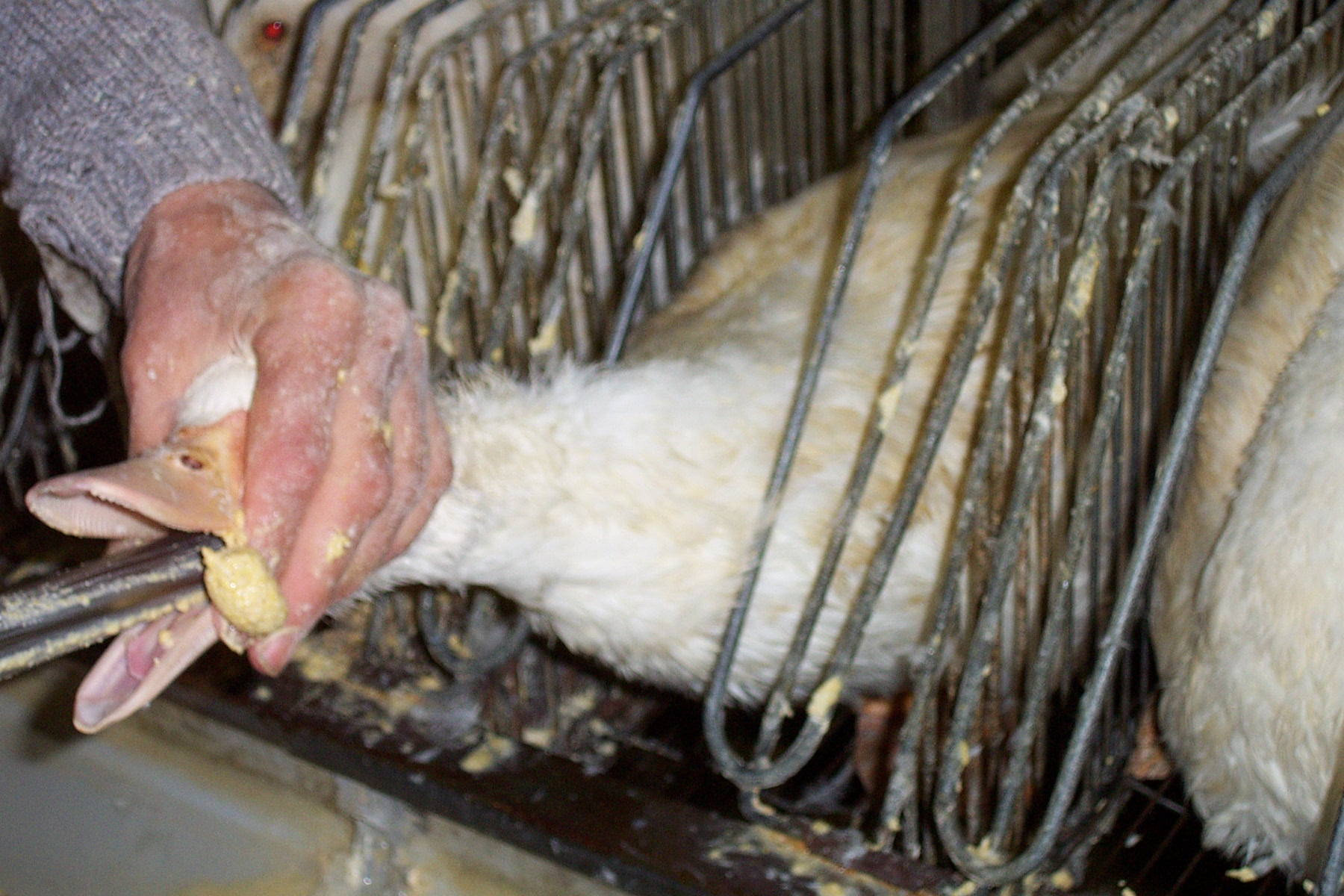
Принудительное кормление птицы

Исторически фуа-гра изготавливалось из печени перекормленных гусей, но на данный момент гуси составляют несколько процентов от откармливаемой на фуа-гра птицы. В основном откармливаются утки, в том числе специально выведенные гибриды — муларды.
Откорм выращиваемой на фуа-гра птицы делится на три этапа. Первые четыре недели жизни птенцов кормят естественным способом, стремясь на этом этапе только к обеспечению достаточно быстрого роста. В последующие четыре недели их запирают в клетках, чтобы ограничить передвижение, и дают пищу, богатую белком и крахмалом (такая диета специально разработана, чтобы животное росло быстрее нормы). Затем, после того как птенцы достигают возраста 8—10 недель, начинается стадия насильственного кормления (гаваж, фр. gavage).  Данная практика считается неэтичной и запрещена в большинстве стран Европы, однако некоторые фермеры утверждают, что принудительное кормление не наносит птицам неприятных ощущений. В период принудительного откармливания трубку вставляют в горло птиц 2—3 раза в день в течение 2 недель (для уток) и 3 недели (для гусей), чтобы закачать большое количество пищи в их тело, гораздо большее, чем они бы добровольно употребляли. Эта практика направлена на индукцию печеночной жировой клеточной гипертрофии. Технология принудительного кормления животных для производства фуа-гра является «губительной для благосостояния птиц», как это было заявлено еще в 1998 году Научным комитетом по вопросам здравоохранения и благосостояния животных (SCAHAW) Европейской комиссии. Престижная информационная служба по защите животных Кембриджского университета во главе с профессором Дональдом Брумом в 2017 году провела исследование «Благополучие уток при производстве фуа-гра». Авторы работы отмечают, что животные вынуждены терпеть огромные страдания, чтобы из них сделали деликатес, который в итоге вреден для человека из-за высокого содержания жира. «Утиное или гусиное фуа-гра содержат амилоидный белок, который может ускорить развитие амилоидоза (тяжёлой болезни, некоторые формы которой являются неизлечимыми) у восприимчивой человеческой популяции», — отмечают кембриджские учёные. Обычно гаваж подвергается критике из-за следующих факторов неблагополучия животных, описанных в исследовании: рост общей анатомии тела, изменение осанки, сложности в ходьбе (лапы могут быть развернуты наружу, поэтому стоять вертикально или хотя бы добраться до воды животные порой не в силах), костная трансформация; травмы шеи, гортани, желудка; респираторные инфекции, кандидоз, а стрептококки вызывают расстройства желудочно-кишечного тракта; выброс токсинов в организм, с которыми печень справиться больше не может, что вызывает боль и возможную раннюю смерть животного.
Сторонники фуа-гра отмечают, что в естественных условиях водоплавающие перелетные птицы тоже сильно переедают перед длинными путешествиями, неслучайно для фуа-гра используется печень именно этих птиц, а не кур, например. При принудительном откорме эксплуатируется биологическая предрасположенность птиц к набору веса. Однако животные демонстрируют агрессию к людям, которые приходят их кормить, начинают прятаться и кричать и добровольно не употребляли бы количество пищи, используемое при откорме. После специального кормления печень птиц увеличивается в 10 раз. Если после гаважа насильное кормление птиц прекратить, уже через несколько недель их печень вернется к норме, таким образом любое производство фуа-гра может быть перепрофилировано на фабрику без этапа жестокого заключительного откорма.

### Объём мирового производства
В 2012 году объём мирового производства сырого фуа-гра (фр. foie gras cru) составил 26 800 тонн (в 2011 году — 27 116 тонн), из которого 96 % пришлось на печень уток. Ведущей страной-производителем фуа-гра стала Франция, где в 2012 году было получено ▼ 19190 тонн фуа-гра, второй страной по объёму производства стала Болгария (▲ 2800 тонн в 2012 году), третьей — Венгрия (▲ 2570 тонн в 2012 году), четвёртой — Испания (▼ 800 тонн в 2012 году) и замыкает пятёрку Китай с незначительным объёмом.

### Производство во Франции
По департаментам Франции производство фуа-гра распределено следующим образом:
- Ланды (24 %),
- Атлантические Пиренеи (15 %),
- Вандея (13 %),
- Жер (11 %),
- далее с меньшими объёмами следуют Дордонь, Ло и Гаронна, Дё-Севр, Верхние Пиренеи, Ло, Атлантическая Луара.

Согласно исследованию французского института TNS Sofres, специализирующемуся на маркетинговых исследованиях и опросах, в 2008 году «объём потребительского рынка фуа-гра снизился на 8 %», а согласно докладу французского межпрофессионального комитета CIFOG, объединяющего разводчиков птицы и производителей фуа-гра, «стремительный обвал рынка сбыта фуа-гра для ресторанов и на экспорт привёл к перепроизводству в отрасли в объёме около 20 %».
В 2011 году, согласно докладу того же комитета CIFOG, «объём продаж фуа-гра возрос на 1,1 % по объёму и на 4,8 % по стоимости».
Дополнительное ослабление рынка фуа-гра во Франции в 2012 году объясняется расширением промышленного разведения и гаважа птицы, действиями организаций по защите животных и вступлением в силу запрета на производство и продажу фуа-гра в Калифорнии с 1 июля 2012 года.

## Критика

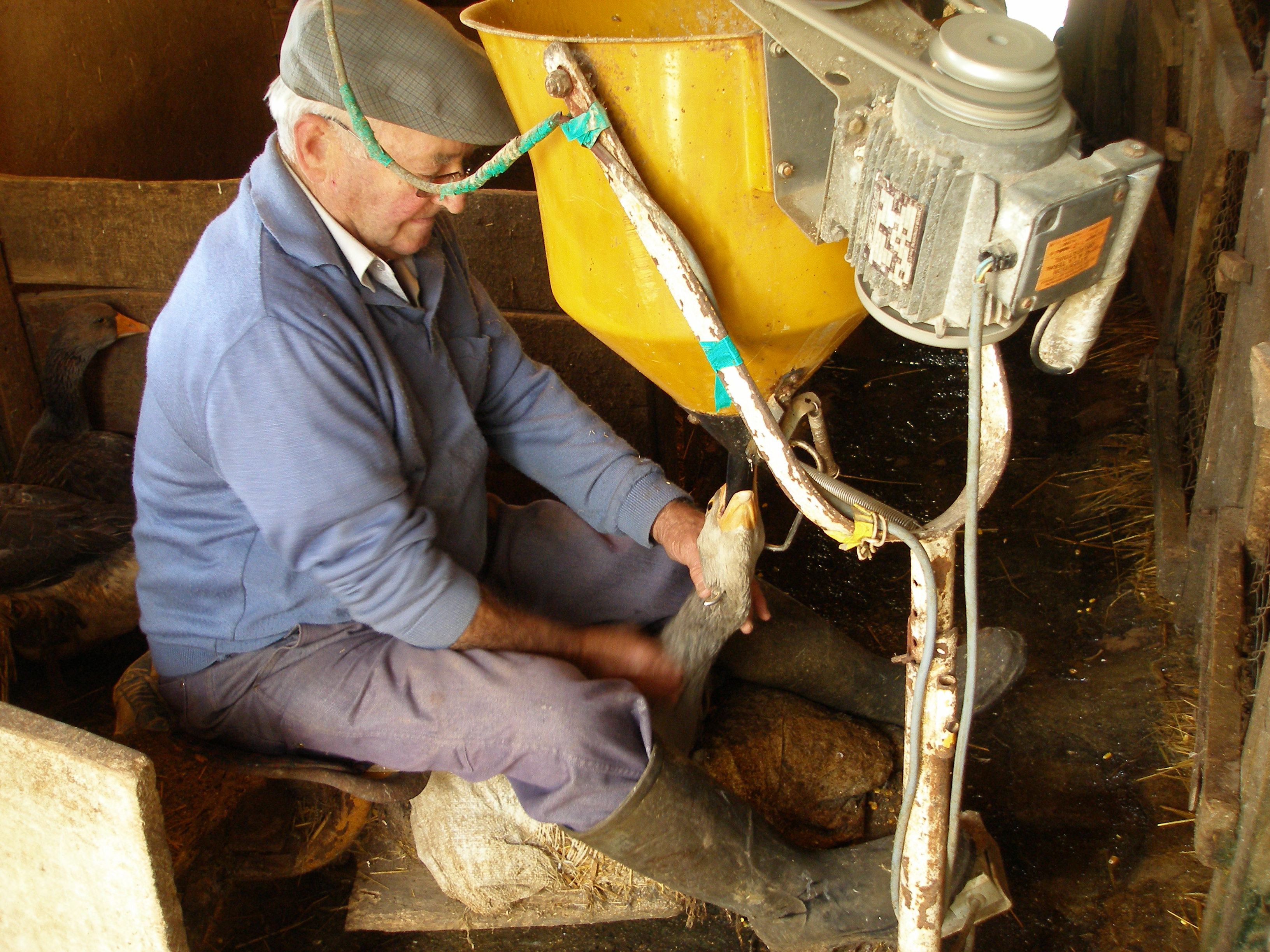
Гаваж

Распространение видеоматериалов, отснятых зоозащитными организациями на производстве фуа-гра, а также комментариев ряда ветеринаров, ревизировавших состояние уток, вызвали серию протестов против производства фуа-гра и принятие в ряде стран законов и законопроектов о свёртывании его производства. Во время исследования условий производства фуа-гра предприятиями в Нью-Йорке, инициированного PETA, участники исследования отметили: плохое состояние птиц; травмы горла в виде визуально заметных опухолей, вызванных насильственным кормлением, в некоторых случаях — рваные раны шеи; хромоту птиц; плохое состояние оперения, свидетельствующее о крайне подавленном состоянии птиц; случаи разрывов увеличенной печени с кровоизлиянием в брюшную полость.
Зоозащитные организации, в том числе крупнейшие, такие как PETA и HSUS, предлагают отказаться от производства этой продукции во всём мире, как входящим в противоречие с мировой практикой введения законов о недопустимости чрезмерной и не являющейся необходимой жестокости по отношению к животным и способствуют распространению фото- и видеоматериалов о состоянии уток на производстве. В 2010 году в видео организации PETA снялась известная британская актриса Кейт Уинслет: она призывала шеф-поваров британских ресторанов исключить фуа-гра из своего меню.
Известный учёный, лауреат Нобелевской премии, один из основателей науки о поведении животных Конрад Лоренц назвал экспертные оценки, допускавшие принудительно кормление птицы, «позором для всей Европы». Также против производства выступал, в частности, актёр Роджер Мур, снявшийся в социальной рекламе, призывающей отказаться от фуа-гра.
В штате Калифорния (США) с 2012 года запрещено «принудительно кормить птиц с целью увеличения их печени до ненормальных размеров» (см. Закон о фуа-гра в Калифорнии).

## Производимые наименования
1 января 1994 года во Франции вступили в силу законодательные акты, регламентирующие все наименования продаваемых продуктов, изготовленных на основе фуа-гра. Таким образом во Франции законодательно регулируется применение соответствующих названий для фуа-гра различного качественного состава:
- Foie gras entier (цельное фуа-гра) — в составе продукта не более двух долей от двух разных печеней. При разрезании срез имеет равномерную окраску. Разрешёнными приправами являются соль, сахар, специи и пряные травы, виноградные водки, ликёрные и сухие вина.
- Foie gras (фуа-гра) — этот продукт состоит из прессованных кусков долей разных печеней. При разрезании видна мраморная текстура.
- Bloc de foie gras (блок фуа-гра) — эмульгация нескольких печеней, в результате чего достигается однородный вкус продукта;
- Bloc de foie gras avec morceaux (блок фуа-гра с дольками) — паста фуа-гра с добавлением цельных кусочков после смешения. На срезе этого продукта хорошо видны цельные кусочки.
- Mousse de foie gras (мусс фуа-гра) — эмульсия из фуа-гра с добавлением гусиного/утиного жира.
- Pâté de foie gras (паштет фуа-гра) — содержание фуа-гра не менее 50 %.
- Parfait de foie gras (парфе фуа-гра) — содержание фуа-гра не менее 75 %.

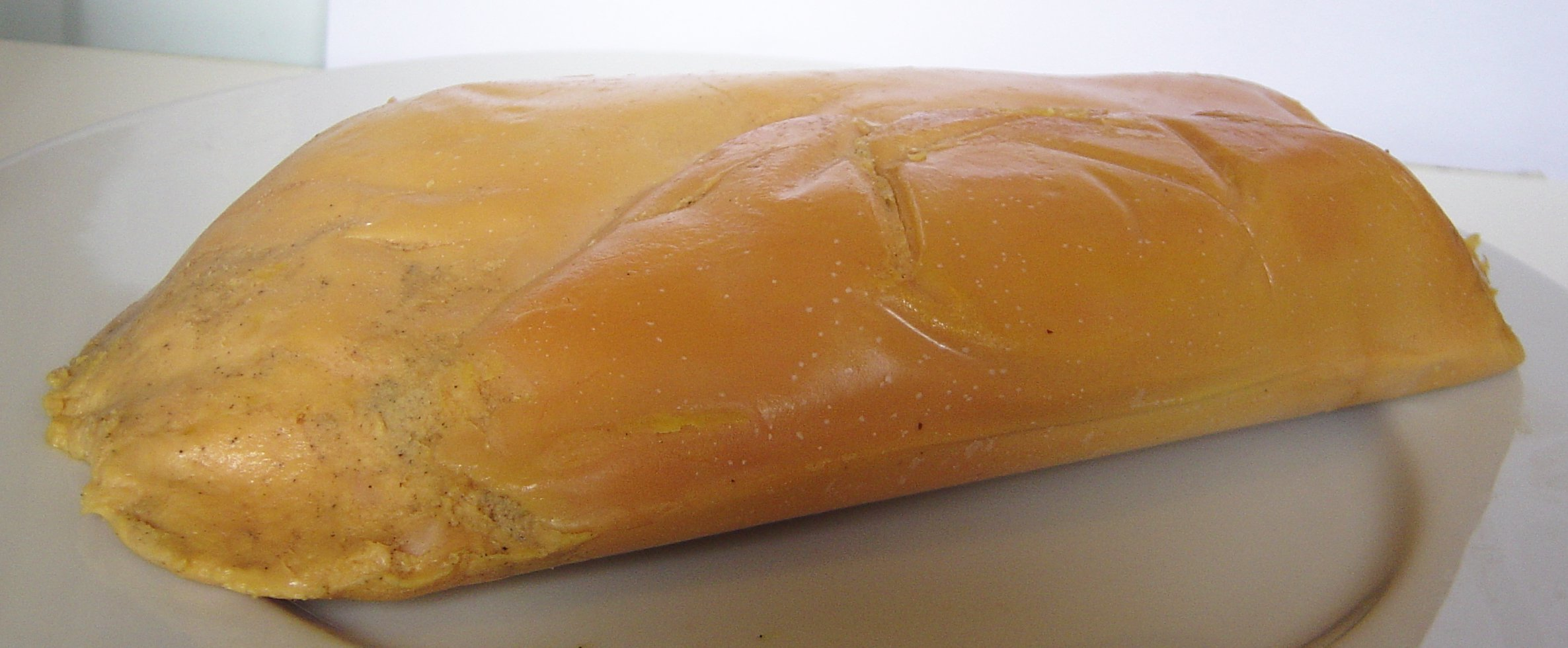
Пример цельного фуа-гра (перед готовкой в террине)
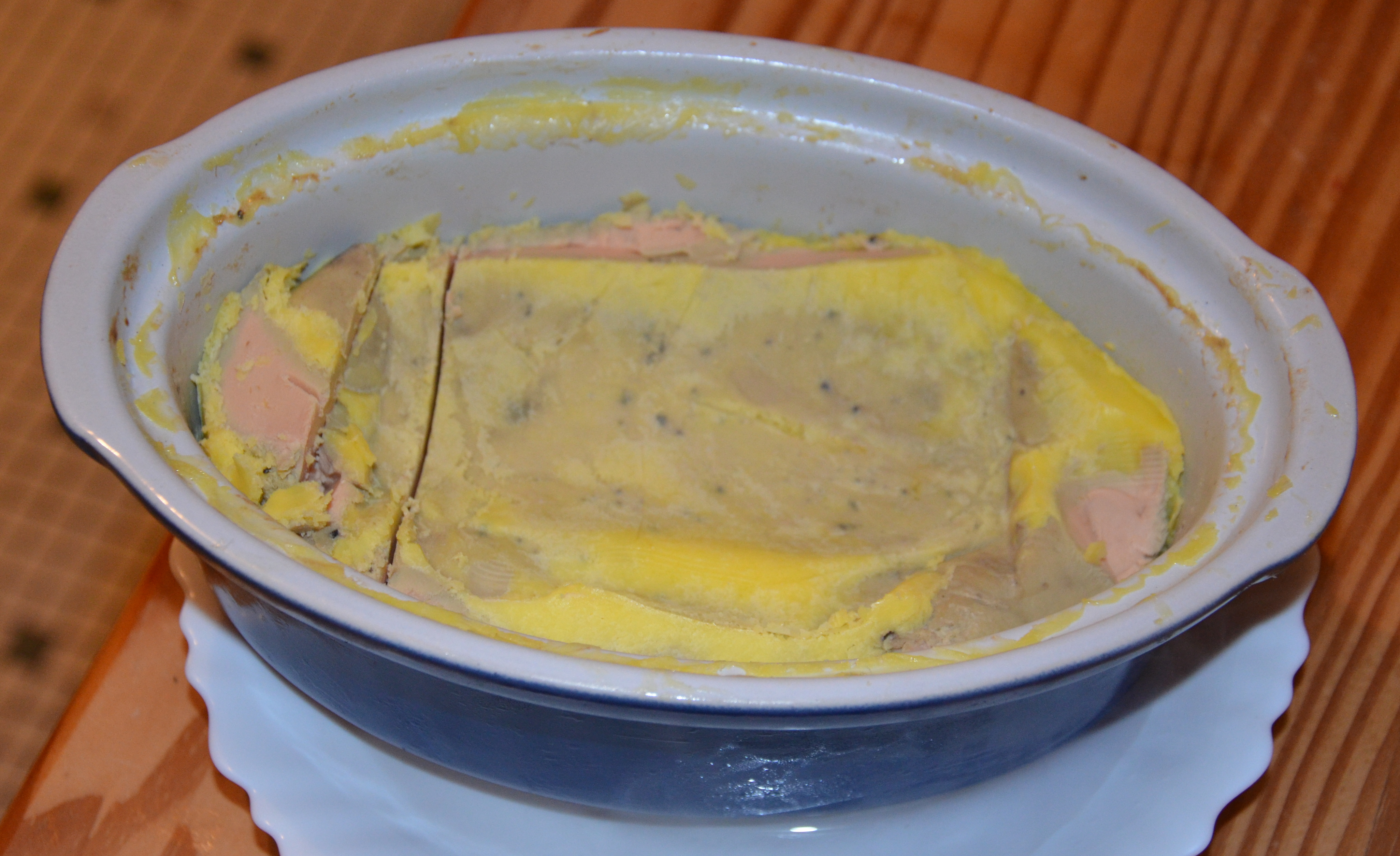
Полуприготовленное фуа-гра «по домашнему» в террине
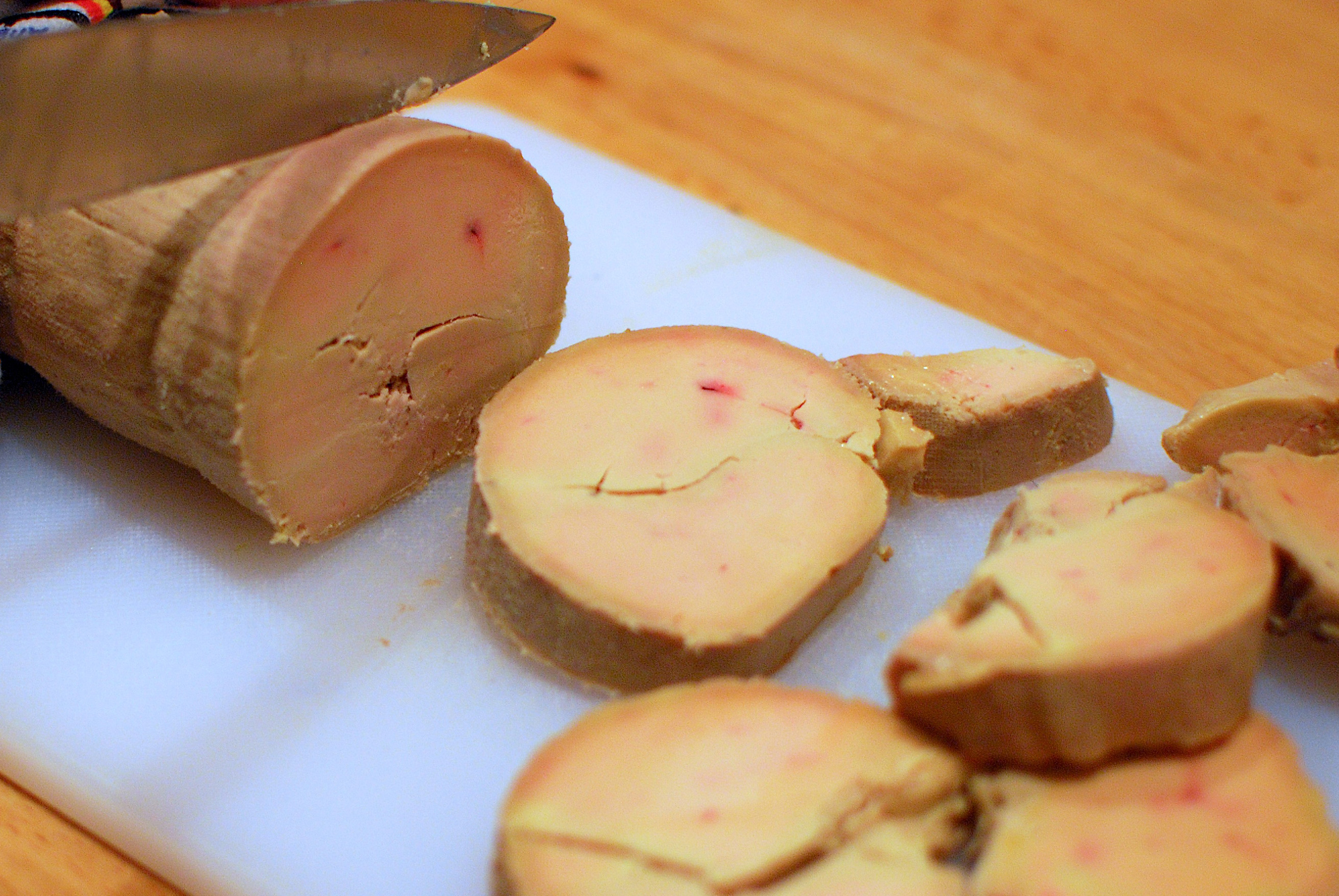
Полуприготовленное фуа-гра в форме колбасы. Видны доли печени и следы крови из-за не удалённых мелких сосудов

## Кулинарная обработка
С точки зрения кулинарной обработки фуа-гра бывает трёх видов:
- Сырое (cru) — является основой для приготовления кулинарных блюд с фуа-гра, позволяя поварам получить самые разнообразные сочетания вкусов, сохраняя при этом пищевую ценность продукта. Именно сырое фуа-гра можно использовать для консервирования; в сыром виде оно не хранится долго. Во Франции сырое фуа-гра можно найти на многочисленных специализированных рынках, которыми изобилует южная часть страны, а также у производителей гусиного или утиного фуа-гра.
- Полуготовое (mi cuit) — полуприготовленное фуа-гра пастеризовалось достаточное время при температуре не ниже 100°С и продаётся, как правило, в глиняных мисках (терринах) или стеклянных банках. Полуготовое фуа-гра хранится в холодильнике несколько месяцев, при этом оно остаётся кремообразным и сохраняет все ароматы свежей печени.
- Консервированное (cuit) — также называется «обычное фуа-гра»; оно получено путём стерилизации в автоклаве (посуда с плотно закрывающейся крышкой) при температуре выше 100 °C. Как правило, на полках торговых предприятий встречается именно эта форма фуа-гра. Её можно хранить в сухом прохладном месте в течение нескольких лет.

## Употребление в пищу
Потребив в 2012 году 71 % от мирового объёма производства фуа-гра, Франция прочно удерживает лидерство среди других стран по объёму потребления. Примечательно, что, если в начале 1980-х годов (до начала массового промышленного производства фуа-гра) потребление во Франции составляло около 50 граммов на душу населения, то спустя 20 лет, в 2003 году, потребление фуа-гра на душу населения возросло до 280 граммов. В Европе, помимо Франции, фуа-гра регулярно употребляется в пищу в Швейцарии, Испании, Бельгии, Великобритании и Германии. За пределами Европы фуа-гра регулярно употребляется в Японии, Китае, США и Израиле.
Традиционно фуа-гра употребляется в пищу в холодном виде и подаётся первым блюдом после закуски, чаще всего в ходе праздничного застолья (например, в Сочельник или в новогоднюю ночь). Также популярны горячие блюда, где фуа-гра используется само по себе (например, поджаренные на сковороде эскалопы фуа-гра) или как составной компонент более изысканного блюда (например, медальоны Россини (торнедос)).
Чаще всего фуа-гра дополняется белым десертным вином, традиционно используются Сотерн или Монбазийяк. Однако иногда, особенно на юго-западе Франции, фуа-гра сопровождается красным вином с высоким содержанием танинов, например, Мадиран или Бордо.

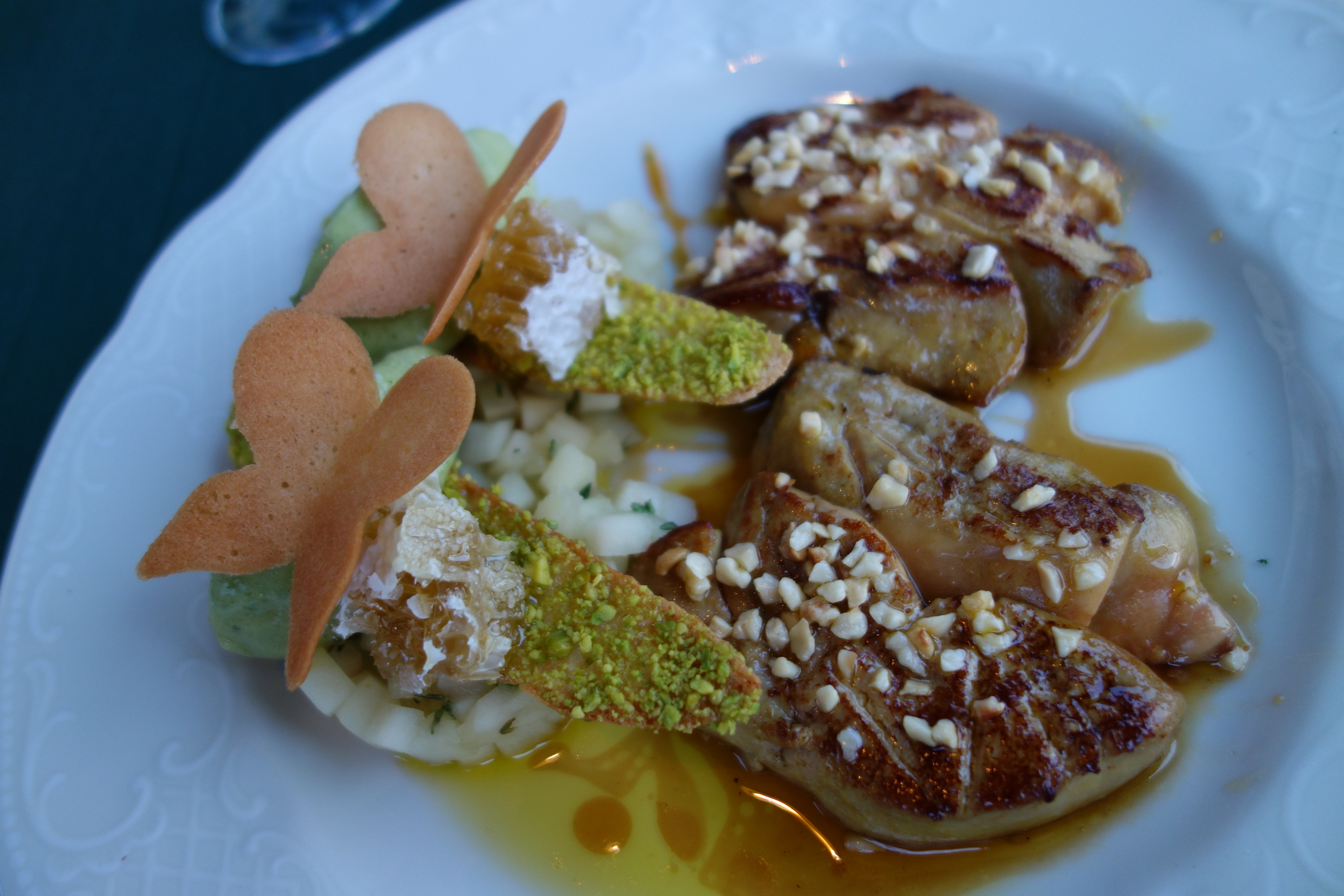
Поджаренные эскалопы фуа-гра
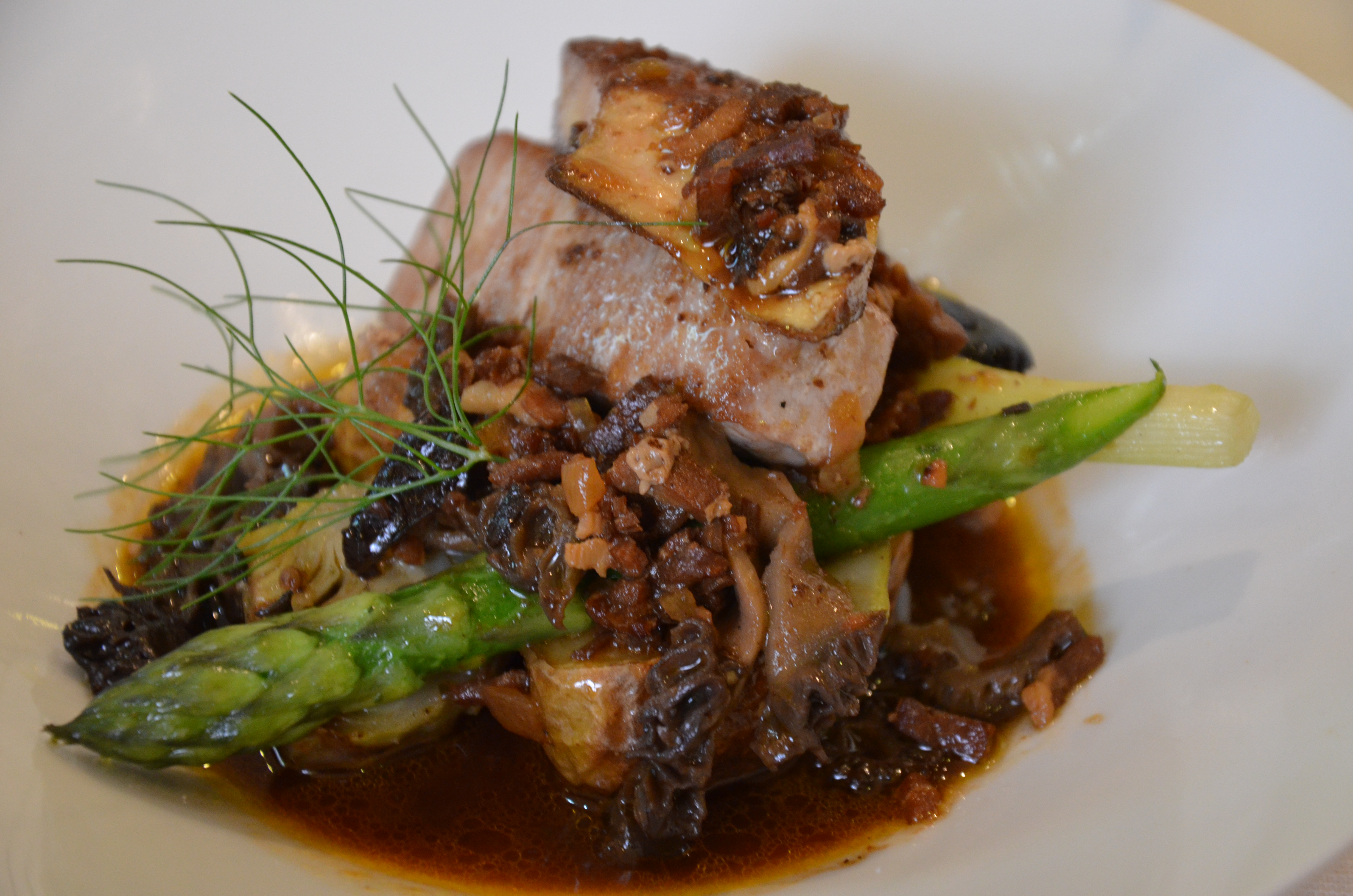
Тунец и фуа-гра
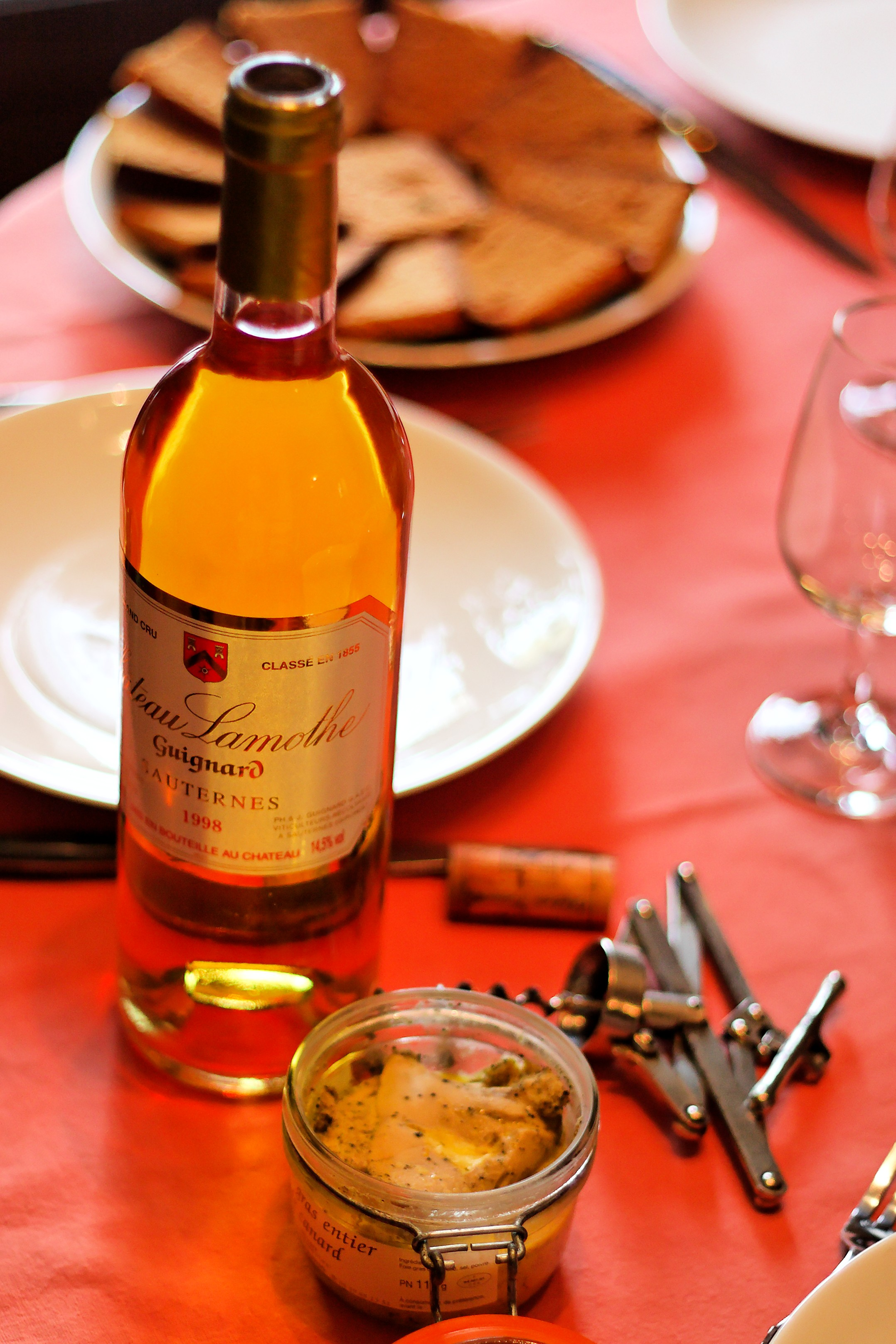
Сотерн как классическое дополнение фуа-гра
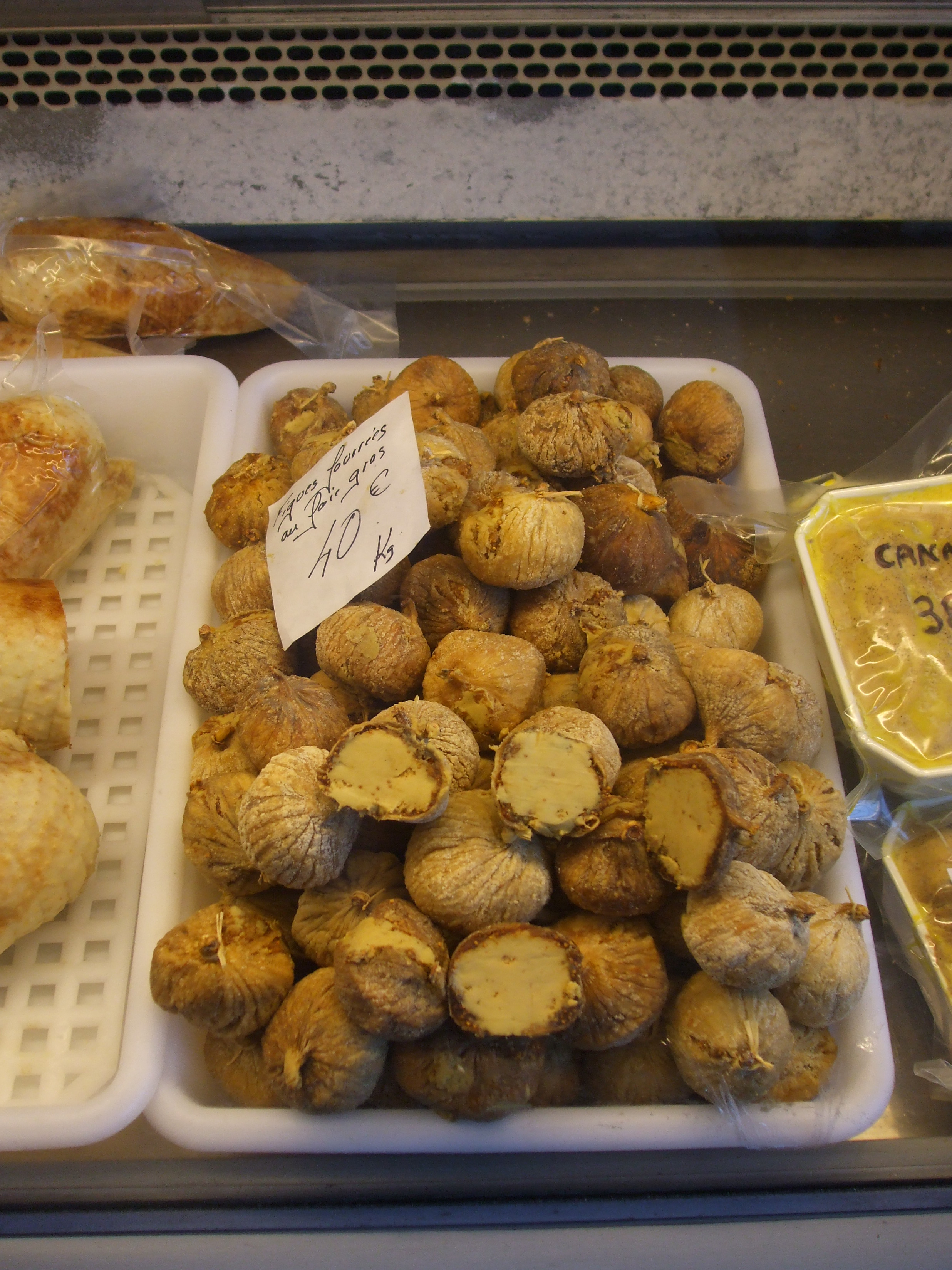
Инжир, начинённый фуа-гра

## Влияние на здоровье
Исследование на мышах показало, что употребление в пищу фуа-гра приводит к амилоидозу.

## Варианты замены фуа-гра

### Альтернатива традиционному гаважу
В качестве альтернативы принудительному кормлению птицы предлагалось при свободном питании использовать природную склонность гусей к перееданию и их расположенность к накоплению веса перед зимними перелётами. При этом стало невозможно забивать птицу круглогодично, а её откорм стоил на 60 % выше традиционного гаважа. Несмотря на то, что полученная таким способом печень была удостоена приза на «Гастрономическом салоне» 2006 года, некоторые комментаторы поставили под сомнение её соответствие ожиданиям конечных потребителей, а французский институт аграрных исследований INRA не смог при помощи этой технологии получить печень, пригодную для продажи в качестве фуа-гра.

### Faux Gras (имитация)
Продолжая свою кампанию против принудительного откорма водоплавающих птиц с целью получения фуа-гра, бельгийский союз защиты животных GAIA в 2009 году выпустил в продажу растительный паштет под названием Faux Gras (фо-гра, или фальшивка), вкус и консистенция которого, согласно утверждению союза, были близки к настоящему фуа-гра. Продажи Фо-Гра от GAIA в Бельгии составили 30 000 банок в 2009 году, 105 000 банок в 2010 году и 160 000 банок было произведено в 2011 году. В числе компонентов данного продукта GAIA называет трюфели и шампанское; товар широко рекламируется на телевидении, проводятся кампании в СМИ и поддержка известными персоналиями, к примеру, актёром Роджером Муром.

### Tofoie Gras (имитация)
Придуманное в Париже Tofoie Gras (тофуа-гра) является веганским продуктом, содержащим только компоненты растительного происхождения, главным образом, задымлённый тофу, маргарин, пряности, порошок белых грибов, соевое молоко, вино и коньяк.